# 대구인권사무소
대구인권사무소(大邱人權事務所)는 모든 개인이 가지는 불가침의 기본적 인권을 보호하고 그 수준을 향상시킴으로써 인간으로서의 존엄과 가치를 구현하고 민주적 기본질서 확립에 이바지하기 위하여 설립된 국가인권위원회의 소속기관이다. 대구광역시 중구 국채보상로 648 (동인동2가 50-3번지) 호수빌딩 16층에 위치하고 있다.

## 주요 업무
- 지역사무소 운영 종합 계획 수립
- 인권상담 및 진정접수
- 구금·보호시설 등의 면전진정 업무
- 구금·보호시설 진정함 설치·관리
- 긴급한 인권침해·차별행위에 대한 현장 기초조사 및 구제에 관한 사항
- 위원회의 권고사항에 대한 이행실태의 점검
- 위원회의 조사 지원
- 관할구역 내에 있는「국가인권위원회법」 제2조제2호가목, 마목에 따른 구금·보호시설의 수용자가 진정하기를 원한 사건으로서 국가인권위원회 위원장이 정하는 사건에 대한 조사
  - <국가인권위원회 위원장이 정하는 진정사건처리 범위>
다음 각호에 속하지 아니하는 사건은 지역사무소에서 처리한다.
 가. 다수인 또는 다수 단체가 진정한 사건
 나. 사회여론화 된 사건 또는 다수 국민에게 영향을 미치는 사건
 다. 관할 구역이 다른 구금보호시설과 병합되어 있는 사건
 라. 기타 위원장이 본부에서 처리하는 것이 적절하다고 인정하는 사건
- 인권교육·홍보 및 유관기관·단체와의 교류협력
- 그 밖에 지역사무소의 운영에 관한 사항